# Saint-Supplet
Saint-Supplet é uma comuna francesa na região administrativa de Grande Leste, no departamento de Meurthe-et-Moselle. Estende-se por uma área de 7,43 km². Em 2010 a comuna tinha 147 habitantes (densidade: 19,8 hab./km²).